# Volevo fare la rockstar (album)
Volevo fare la rockstar è il nono album in studio della cantautrice italiana Carmen Consoli, pubblicato da Polydor e Narciso Records il 24 settembre 2021.

## Antefatti e pubblicazione
Già nel giugno 2019, in un'intervista per Il Giorno, Carmen Consoli aveva annunciato di essere impegnata nella scrittura di un nuovo album. Ad ottobre era stata poi la casa discografica Universal Music ad ufficializzare l'uscita del progetto inedito per il 2020, ad aprile secondo i progetti della cantante. Il rilascio del disco è stato tuttavia posticipato a seguito della pandemia di COVID-19 e la cantante è tornata sull'argomento soltanto più di un anno dopo, nel dicembre 2020, annunciando il Volevo fare la rockstar Tour con l'omonimo titolo dell'album.
Il 20 luglio 2021, infine, la "cantantessa" pubblica sui propri social una foto insieme ai suoi collaboratori, volendo informare della conclusione dei lavori: «Nel percorso di ogni disco arriva quel momento in cui smette di essere solo nostro e si prepara a diventare di tutti. Volevo fare la rockstar è finito ed è bello pensare a tutta la strada che lo aspetta».
Le date di uscita dell'album e del singolo Una domenica al mare vengono annunciate il 26 agosto 2021, all'indomani del concerto all'Arena di Verona dove la cantante aveva celebrato i venticinque anni di carriera ed anche svelato, in anteprima, il testo del singolo omonimo all'album. Il progetto viene presentato dalla casa discografica come «un disco narrativo e fortemente attuale, con uno sguardo critico ma anche romantico sulla società e sull'uomo, di racconto e cronaca, e quelle musiche, marchio di fabbrica di Carmen, rivestite di arrangiamenti che esulano dal contesto pop e rock, sfociando anche nella miglior canzone d'autore».
Volevo fare la rockstar viene pubblicato il 24 settembre 2021, a quasi sette anni di distanza dal precedente album in studio. Proprio in un'intervista per Billboard Italia, la cantante ha affermato riguardo alla pausa dopo l'ultimo album:
L'album, oltre ad essere stato pubblicato fisicamente come CD ed LP, ha avuto anche due edizioni limitate: un'edizione in doppio vinile 12'' e un'edizione in vinile blu 12'' numerato, esclusiva per LaFeltrinelli e IBS.it.

## Stile e tematiche
(Carmen Consoli, Rockol)
I brani contenuti nell'album affrontano tematiche intime e familiari alla cantautrice oppure d'attualità.
La canzone Armonie numeriche è dedicata al padre ed è stata scritta in seguito ad un sogno in cui egli compariva alla cantante, mentre Le cose di sempre si configura come una lettera al figlio Carlo Giuseppe; entrambe le figure vengono poi ricordate nel singolo Una domenica al mare. Il figlio è stato inoltre coinvolto in prima persona nella realizzazione dell'album, figurando con il nome d'arte Doxy601 nel video musicale del singolo promozionale e nella canzone Mago Magone, dove interpreta la voce dell'«imbonitore circense».
È invece d'attualità il brano Mago Magone, il cui protagonista è un politico che gioca sulle debolezze delle persone imbrogliandole, e che ricorda il segretario della Lega, Matteo Salvini («Il nome fatelo voi», afferma Consoli per il Corriere della Sera). In modo simile, L'uomo nero denuncia le ideologie sovraniste, mentre Qualcosa di me che non ti aspetti affronta le tematiche della guerra, della fame nel Terzo Mondo e dei cambiamenti climatici.
Filone privato e civile s'intrecciano infine nel brano che dà il titolo all'album, dove la cantautrice ricorda la propria giovinezza scandita dalle giornate di scuola, votata al sogno di "fare la rockstar", mentre la mafia mieteva vittime, un terremoto distruggeva l'Irpinia e l'Italia vinceva i mondiali.
L'album risulta permeato dalla nostalgia per il passato e dalla fiducia per il futuro, nonostante le storture del presente: «riscrivo il passato per non correre il rischio di dimenticarlo», afferma la cantante per Billboard Italia. Sta succedendo parla di un amore che richiede l'abbandono della quotidianità; il protagonista de L'aquilone è un ragazzo diviso tra ricordi e sogni abbandonati; in Armonie numeriche è proprio il sogno del padre ad incoraggiare la cantante all'«impegno e coerenza»; Imparare dagli alberi a camminare suggerisce invece già dal titolo un invito ad abbandonare le paure partendo dalla semplicità; sono proprio «le cose di sempre» a poter dare orientamento e stabilità alla cantante, ed offrire un'educazione al figlio: «Le cose di sempre sono quelle di cui non ci accorgiamo, quando però le osserviamo vediamo che sono lì».

## Sonorità e influenze
L'album presenta sonorità in prevalenza acustiche ed elettriche, pur esplorando generi del Novecento e contemporanei, come il bolero ne Le cose di sempre, la surf music in Mago Magone, lo stile Motown in Sta succedendo, e la musica caraibica, il folk americano e il rock progressivo in Armonie numeriche.
Nell'intervista per Billboard, che definisce "morbide" le canzoni dell'album, Carmen Consoli ha commentato: «nel mio concetto di "rock" rientrano anche Joan Baez a Woodstock e Blue di Joni Mitchell. Rock significa "roccia" ma il verbo "to rock" sta per "cullare"».

## Copertina e titolo
Il titolo dell'album, già abbastanza chiarificatore, allude al sogno che la cantante aveva da piccola di fare la rockstar:
(Carmen Consoli su Volevo fare la rockstar)
Coerentemente al concetto del titolo, la copertina dell'album è una fotografia di Carmen Consoli da bambina, seduta in un banco di scuola con il quaderno fra le mani ed una «penna smangiucchiata, per l'ansia di essere costretta a scrivere con la destra, io che ero mancina».

## Promozione
Volevo fare la rockstar è anticipato dal singolo promozionale Una domenica al mare, entrato in rotazione radiofonica a partire dal 3 settembre 2021.
Il 29 ottobre 2021 è stato estratto come secondo singolo il brano Qualcosa di me che non ti aspetti, proposto il giorno prima durante il primo live del talent show X Factor, di cui Consoli è stata ospite con un complesso d'accompagnamento comprendente Max Gazzè al basso elettrico e Marina Rei alla batteria. Sempre il 29 ottobre, inoltre, presso il Teatro Lyric di Assisi, ha avuto inizio il tour promozionale Volevo fare la rockstar, la cui tappa conclusiva è prevista al Carroponte di Sesto San Giovanni l'8 settembre 2022.
Il 1º aprile 2022 è stato infine estratto come terzo singolo il brano Sta succedendo.

## Accoglienza
| Recensione          | Giudizio                         |
| ------------------- | -------------------------------- |
| Corriere della Sera | Positivo                         |
| Rockit              | Positivo (disco della settimana) |
| Rockol              | Positivo                         |
| Rolling Stone       | Positivo                         |
| Newsic              | 8/10                             |
| SentireAscoltare    | 7.2/10                           |

L'album è stato accolto positivamente dalla critica e dalla stampa.
Fabrizio Basso di Sky TG24 ha elogiato le «immagini fiabesche ed oniriche ma con radici ben profonde» dell'opera, che ci presentano «piccole cose quotidiane, frammenti di vita, sogni e paure». Andrea Laffranchi del Corriere della Sera ha inoltre aggiunto che tali sogni «si sono avverati», e che l'album esprime «la solidità di una donna. Che a 47 anni ha capito quello che vuole. [...] Dentro a ogni canzone è tutto misurato, le parole sono scelte come ricami, ci sono ragionamenti più che slogan, non c'è mai stanchezza, le chitarre non sono mai messe lì tanto per e i momenti strumentali, dice lei [Carmen Consoli], "raccontano i sentimenti quando le parole non arrivano"».
Il tema del sogno è stato ugualmente lodato da Askanews: «un sogno da ricercare e ascoltare è ciò che ci rende più umani e più felici, ciò che ci caratterizza e identifica. Perché il sogno può essere un piccolo seme che germoglia diventando desiderio e il desiderio spinge a cercare le risorse e l'energia per poterlo trasformare in progetto e per mettere in piedi le azioni necessarie a realizzarlo. È questo il tema principale di Volevo fare la rockstar, e intorno a questo si sviluppano immagini e piani temporali».
Rockit ha nominato Volevo fare la rockstar "disco della settimana", vertendo invece la propria recensione sulla nostalgia evocata dall'album: «è un disco fatto di sogni e ricordi, di momenti d'infanzia, una fotografia ingiallita ma nitida», «aggiorna le tematiche mantenendo strutture solide e immediatamente riconoscibili, tecniche narrative consolidate come la lettera o l’album di ricordi».
Giulia Cavaliere di Rolling Stone ha elogiato la capacità di Carmen Consoli di intrecciare le proprie vicende private con la storia italiana e il presente storico, lodando la sua «potenza femmina» che «è da sempre un fattore vivo e fondamentale delle sue canzoni».
Rockol ha definito Volevo fare la rockstar come «un racconto personale e collettivo», ricco «di spunti e suggestioni diverse che affondano le radici in un rock raffinato».
La redazione di Newsic, infine, ha attribuito 8 punti su 10 all'album, descrivendolo come «un disco colmo di valori perduti, semplici, da riscoprire».
L'album è stato posizionato al quattordicesimo posto della classifica dei 20 migliori dischi italiani dell'anno stilata dalla rivista Rolling Stone Italia.

## Tracce
Testi di Carmen Consoli, musiche di Carmen Consoli, eccetto dove indicato.
1. Sta succedendo – 3:28 (musica: Carmen Consoli, Massimo Roccaforte)
2. L'aquilone – 4:05
3. Una domenica al mare – 4:32
4. Mago Magone (feat. Doxy601) – 3:52 (musica: Carmen Consoli, Massimo Roccaforte)
5. Le cose di sempre – 3:54
6. Qualcosa di me che non ti aspetti – 4:00
7. Armonie numeriche – 4:46
8. Imparare dagli alberi a camminare – 4:38
9. L'uomo nero – 4:04
10. Volevo fare la rockstar – 6:51 (musica: Carmen Consoli, Massimo Roccaforte)

## Formazione
Crediti tratti dall'edizione LP dell'album.
Musicisti
- Carmen Consoli – voce, chitarra acustica, cori, basso (tracce 1, 4 e 8), chitarra elettrica (traccia 9), scrittura e direzione archi (traccia 3)
- Toni Carbone – basso (eccetto tracce 1, 4 e 8)
- Massimo Roccaforte – chitarre elettriche, chitarra-synth (tracce 1, 4 e 7), chitarra elettrica 12 corde (tracce 3 e 8), mandolino (traccia 3), scrittura e direzione archi (tracce 2 e 5), scrittura e direzione fiati (traccia 10)
- Elena Guerriero – synth, tastiere, hammond (eccetto traccia 3), piano rhodes (tracce 2, 3, 5, 7 e 8), beep machine (tracce 1, 4 e 6), glockenspiel (tracce 3 e 10), piano, organo (traccia 3), piano wurlitzer (traccia 10)
- Antonio Marra – batteria, percussioni
- Adriano Murania – violino I (tracce 2, 3 e 5)
- Emilia Belfiore – violino II (tracce 2, 3 e 5)
- Gaetano Adorno – viola (tracce 2, 3 e 5)
- Claudia Della Gatta – violoncello (tracce 2, 3 e 5)
- Concetta Sapienza – clarinetto, sax soprano (traccia 5)
- Giuseppe Spampinato – tromba (tracce 3, 5 e 10), flicorno soprano (traccia 5)
- Riccardo De Giorgi – corno francese (tracce 3 e 5)
- Doxy601 – voce narrante (traccia 4)

Produzione
- Carmen Consoli – produzione artistica, arrangiamenti
- Toni Carbone – produzione artistica, arrangiamenti, registrazione
- Massimo Roccaforte – produzione artistica, arrangiamenti
- Elena Guerriero (Narciso Records Sas) – produzione esecutiva
- Francesco Barbaro – management
- Antonio Marra – arrangiamenti
- Tommaso Galati – assistente recording in studio
- Pino Pischetola – missaggio
- Antonio Baglio – mastering

Grafica
- Paolo Leone – fotografo
- Turi Magri – assistente fotografo
- Susanna Ausoni – look coordinator, stilista
- Claudia Scornavacca – assistente stylist
- Lidia Amore – make-up artist
- Giusy Coco (Lidia Amore Beauty Center) – assistente make-up artist
- Salvo Filetti – hair stylist
- Graziella Politi (Compagnia della Bellezza) – assistente hair sylist
- Alberto Bettinetti [zanzara] – progetto grafico

## Classifiche
| Classifica (2021) | Posizione massima |
| ----------------- | ----------------- |
| Italia            | 2                 |
| Italia (vinili)   | 1                 |
| Svizzera          | 93                |